# 卡布雷拉 (桑坦德省)

卡布雷拉（西班牙語：Cabrera），是哥倫比亞的城鎮，位於該國東北部桑坦德省，始建於1808年11月8日，面積68平方公里，海拔高度950米，2005年人口1,874，人口密度每平方公里27.56人。
6°35′36″N 73°14′52″W / 6.59333°N 73.24778°W